# Agència d'Orissa
Agència d'Orissa (o Agència dels Estats d'Orissa) fou una entitat administrativa britànica creada el 1905 amb els Estats tributaris d'Orissa, i que va existir fins al 1933 quan es van reunir tres agències per formar l'agència dels Estats Orientals (l'agència dels Estats d'Orissa, l'agència dels Estats de Chhattisgarh i l'agència dels Estats de Bengala).